# Tigridia pavonia
Tigridia pavonia är en irisväxtart som först beskrevs av Carl von Linné d.y., och fick sitt nu gällande namn av Dc. Tigridia pavonia ingår i släktet Tigridia och familjen irisväxter. Inga underarter finns listade i Catalogue of Life.

## Bildgalleri

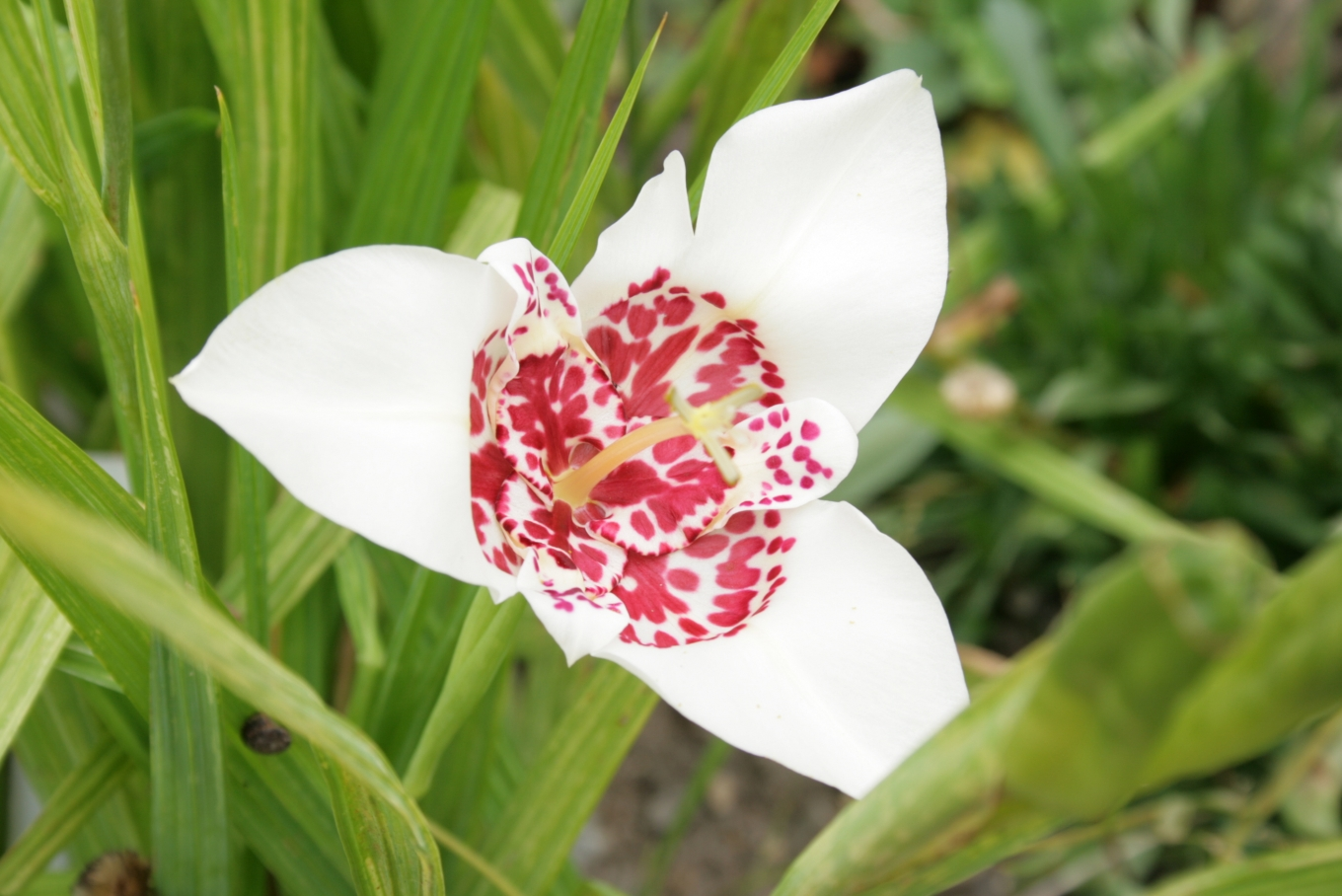
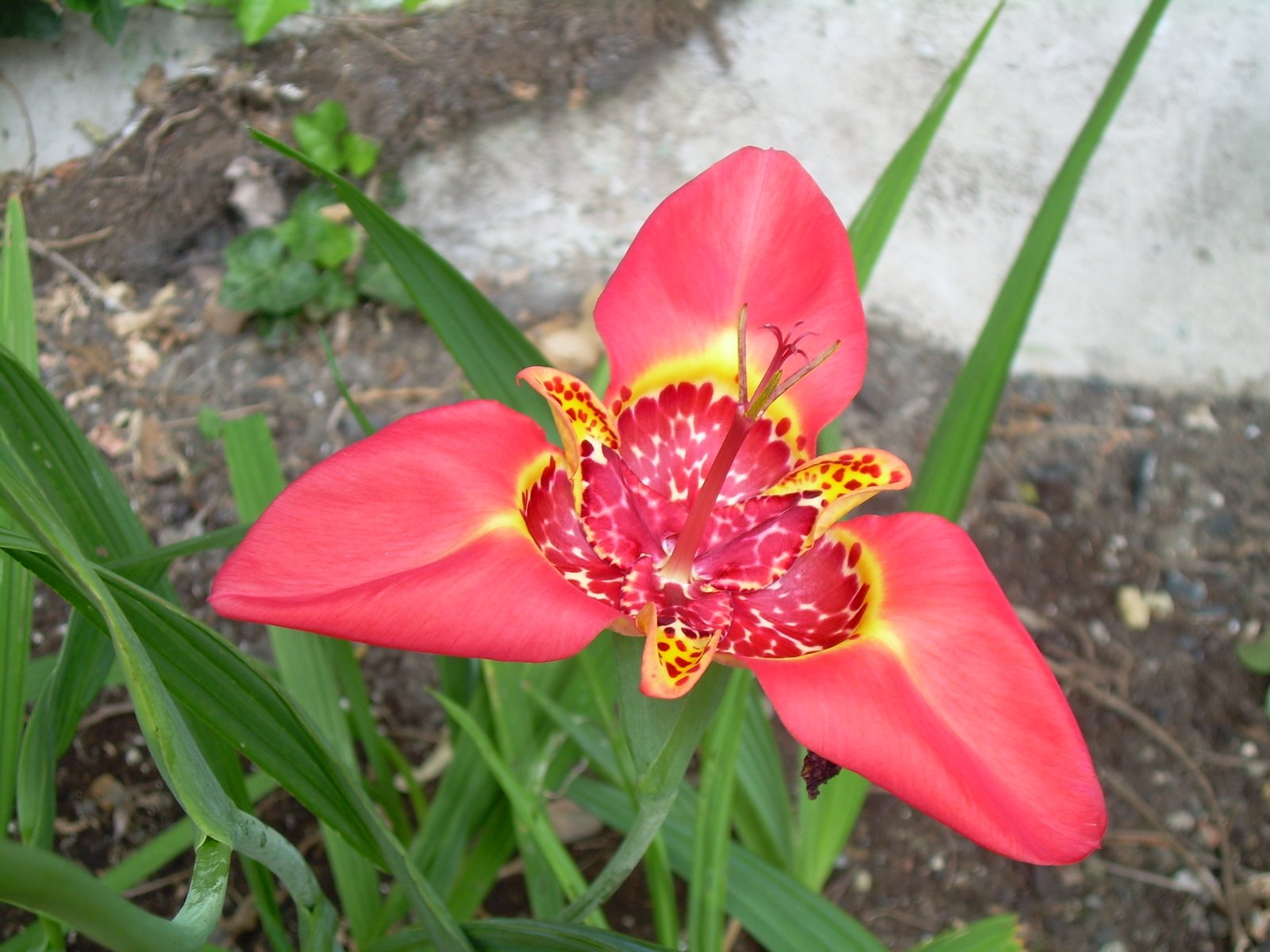
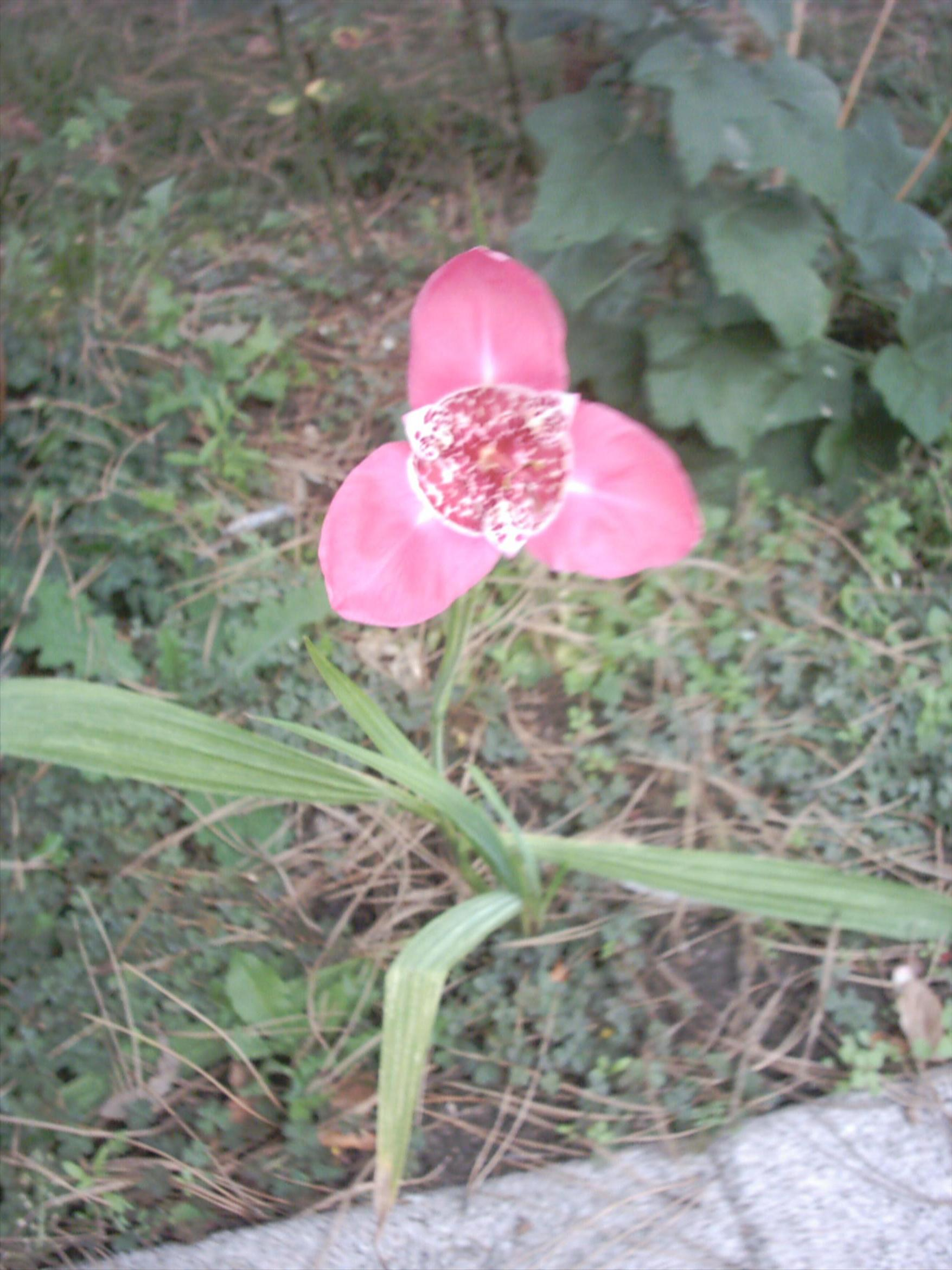